# Paul Nourrisson
Paul Nourrisson fue un abogado, periodista y ensayista, francés.

## Biografía
Fue abogado en el Tribunal de apelación de Paris. Trabajo como periodista en el Comité catholique al Correspondant, y en La Croix. Publicó artículos en la Réforme sociale, en la liga Défense nationale contre la franc-maçonnerie y en la Revue catholique des institutions et du droit. Fue miembro de la Liga Nacional contra el Ateísmo.

## Obras
Libros
- Un ami de Pascal, Jean Domat, 1939, Paris, recueils Sirey.
- La Question des congrégations, L. Tenin (1923)
- L'Association contre le crime, L. Larose (1901)
- Étude sur la répression des outrages aux bonnes mœurs au point de vue de la nature de l'infraction, de la pénalité et de la juridiction, L. Larose et L. Tenin (1905)
- L'Assemblée générale du Grand-Orient de France en 1903, Au Comité catholique de défense religieuse, (1904)
- Un siècle de politique maçonnique, Éditions eSpese (1929)
- L'Ouvrier et les accidents, L. Larose et Forcel (1887)
- La Franc-maçonnerie et la paix sociale, Aux bureaux du Comité catholique (1899)
- Le Grand danger tout par l'État, L. Larose et L. Tenin (1909)
- Le Club des Jacobins sous la troisième République, études sur la franc-maçonnerie contemporaine, Perrin (1900)
- Faculté de droit de Paris. Droit romain de l'Erreur dans les contrats. Droit français des Libéralités aux établissements religieux et aux établissements de bienfaisance. Thèse..., Impr. de la Société de typographie (1884)
- La Franc-Maçonnerie et la liberté de l'enseignement, Impr. de De Soye et fils (1899)
- La Loi du 12 mars 1920 sur les syndicats professionnels et son extension nécessaire Supplément à l'histoire de la liberté d'association, Tenin (1922)
- Trois précurseurs de la liberté d'association Berryer, Montalembert, Lamartine, L. Tenin (1922)
- La Criminalité de l'enfance, discours prononcé à la 21e assemblée des catholiques, le 14 mai 1892, Impr. de P. Jacquin (1892)
- La Franc-maçonnerie et la paix sociale, Aux bureaux du Comité catholique (1895)
- Étude critique sur la puissance paternelle et ses limites d'après le Code civil, les lois postérieures et la jurisprudence, L. Larose (1898)
- Qui nous gouverne ? est-ce le Parlement ? Non ! c'est la franc-maçonnerie... Le Convent maçonnique en 1902, compte-rendu, avec la collaboration de Paul Copin-Albancelli, (1903)
- Le club des jacobins sous la troisième république. études sur la franc-maçonnerie contemporaine, Perrin et Cie, 1900.
- Précis de la législature sur les outrages aux bonnes mœurs et les spectacles dangereux pour la moralité publique, Impr. de E. Desfossés (1924)
- La Responsabilité des accidents du travail et le projet de loi adopté par la Chambre des députés, le 10 juillet 1888, L. Larose et Forcel (1889)
- Histoire de la liberté d'association en France depuis 1789, L. Tenin (1920)
- Le convent maçonnique en 1905. compte rendu extrait du correspondent
- Comité de défense des enfants traduits en justice. Des réformes à apporter au Code pénal pour fortifier la répression des délits et des crimes contre la moralité des mineurs de seize ans, et de la participation des sociétés privées à la poursuite de ces faits, rapport lu à la séance du 28 juin 1897, Aux bureaux du journal ela Loie (1897)
- Où en est la question des congrégations ? Supplément à l'histoire légale des congrégations religieuses, Librairie du eRecueil Sireye (1930)
- L'École buissonnière à Londres, Impr. de De Soye et fils (1898)
- Histoire légale des congrégations religieuses en France depuis 1789, Recueil Sirey (1928)
- Les Jacobins au pouvoir, nouvelles études sur la franc-maçonnerie contemporaine, Perrin (1904)
- Jean-Jacques Rousseau et Robinson Crusoé, Éditions eSpese (1931)
- Visions de pèlerinage, souvenirs de Palestine, J. Gabalda et fils (1928)

Folletos
- Le Club des Jacobins sous la troisième République le dernier convent du Grand-Orient de France, Impr. de De Soye et fils (1899)
- 'L'Assemblée générale du Grand-Orient de France en 1902, Au Comité catholique de défense religieuse (1903)
- M. Hubert-Valleroux par Paul Nourrisson, Impr. de G. Pauc (1922)
- La Poursuite par les associations, l'état actuel de la question, Librairie du eRecueil Sireye (1932)
- La Question des enfants martyrs et la protection des femmes à Londres, Impr. de De Soye et fils (1897)
- La Liberté de l'enseignement au couvent de 1898, Société générale d'éducation et d'enseignement (1899)